# Fakhraddin Manafov
Fakhraddin Manaf oglu Manafov (en azéri : Fəxrəddin Manafov) (né le 2 août 1955  à Stepanakert) est un acteur soviétique, puis azéri.

## Biographie
Fakhraddin Manafov est né à Stepanakert, capitale de l'oblast autonome du Haut-Karabagh. Sa famille a déménagé à Bakou quand il avait environ cinq ans. Il fait sa première apparition au cinéma en 1978. 
En 1980, Manafov est diplômé de l'université d'État de la Culture et l'Art de l'Azerbaïdjan et commence à travailler avec Azerbaijanfilm.

## Filmographie
- 2016 : Ali and Nino d'Asif Kapadia